# Pumpkin (Katze)
Pumpkin (engl. Kürbis) (geboren 2001) ist eine Katze aus Großbritannien. Sie wurde bekannt, als sie Hermines Katze Krummbein (Original: Crookshanks) in der Harry-Potter-Filmreihe verkörperte.

## Leben
Pumpkin ist eine rot-orange Perserkatze und stammte aus einem britischen Tierheim. Sie wurde von den Produzenten der Harry-Potter-Filmreihe als Krummbein besetzt. Damit spielt sie im Film einen Hybriden aus einem sogenannten „Kneazle“ und einer Hauskatze mit einem löwenähnlichen Aussehen. Ihre Rolle teilte sie sich mit einer anderen Perserkatze namens Crackerjack. Sie wurde über mehrere Monate von Besitzerin Donna McCormick-Smith trainiert und auf die Dreharbeiten vorbereitet. Um das charakteristische Aussehen von Krummbein zu erzeugen, wurden beide Katzen gekämmt und die dabei herausgekämmten Haare wurden ihnen wieder angehängt.
Sie trat das erste Mal in Harry Potter und der Gefangene von Askaban (2004) auf und kehrte in den Teilen Harry Potter und der Feuerkelch (2005) und Harry Potter und der Orden des Phönix (2007) zurück. Nach ihrem letzten Auftritt zog sie mit ihrem Frauchen auf die Isle of Man.
In der Republik China wurde ihr eine Briefmarke gewidmet, als dort eine Reihe von Harry-Potter-Briefmarken-Sets erschienen, die unterschiedliche Figuren aus den Filmen zeigten.